# 오메가-6 지방산
오메가-6 지방산(영어: omega-6 fatty acid) 또는 ω−6 지방산(영어: ω−6 fatty acid) 또는 n−6 지방산(영어: n−6 fatty acid)은 공통적으로 n-6 위치에 탄소-탄소 이중 결합을 갖는, 즉 메틸 말단으로부터 6번째 탄소에 이중 결합을 가지고 있는 불포화 지방산 및 다불포화 지방산들의 분자군(群)이다. 오메가-6 지방산은 전염증(pro-inflammatory) 또는 항염증 효과를 가질 수 있다.
오메가-6 지방산의 생물학적 효과는 생장을 촉진하기 위한 목적과 염증성 캐스케이드 동안 세포 손상을 중지시키고 신체의 모든 조직에서 발견되는 다양한 수용체에 결합하는 오메가-6 에이코사노이드로의 전환에 의해 세포 복구를 촉진하기 위해 신체 활동 동안 및 신체 활동 후에 주로 생성되는 것이다.

## 생화학
|  |

가장 짧은 사슬의 오메가-6 지방산인 리놀레산(18:2, n−6)은 인체 내에서 합성되지 않기 때문에 필수 지방산으로 분류된다. 포유류 세포는 오메가-3 불포화효소가 결여되어 있기 때문에 오메가-6 지방산을 오메가-3 지방산으로 전환할 수 없다. 서로 밀접하게 관련된 오메가-3 지방산과 오메가-6 지방산은 동일한 효소에 대한 경쟁적 기질로 작용한다. 이것은 식단에서 오메가-3 지방산과 오메가-6 지방산의 비율의 중요성을 설명한다.
오메가-6 지방산은 칸나비노이드, 리폭신 및 특정 에이코사노이드들의 전구체이다.
사람에 대한 의학적 연구는 식물성 기름에서 오메가-6 지방산을 많이 섭취하는 것과 사람의 질병 사이의 상관관계(인과관계를 암시하지는 않음)를 발견했다. 그러나 생화학 연구에서는 대기 오염, 중금속, 흡연, 간접 흡연, 지질다당류, 지질 과산화물(주로 식물성 기름, 볶은/산패한 견과류, 볶은/산패한 기름진 씨앗에서 발견됨) 및 기타 외인성 독소가 세포 내 염증반응을 일으킨다는 결론을 내렸다. 이러한 세포 내 염증 반응은 사이클로옥시제네이스-2(COX-2)의 발현 및 이어서 세포 손상을 면역계에 경고하기 위한 목적으로 아라키돈산으로부터 염증 생성을 촉진시키는 프로스타글란딘의 일시적 생성을 초래한다. 그리고 세포 손상이 복구된 후, 염증의 해결 단계 동안 항염증성 분자(예: 리폭신 및 프로스타사이클린)의 생성으로 결국 이어진다.

## 약리학
염증 캐스케이드 동안 세포막의 아라키돈산(20:4, n-6)을 에이코사노이드인 프로스타글란딘 및 류코트라이엔으로 전환시키는 과정은 죽상동맥경화증, 천식, 관절염, 혈관 질환, 혈전증, 면역 염증 과정 및 종양 증식에서 염증을 억제하기 위한 많은 약물들의 표적이다. 오메가-6 지방산과 오메가-3 지방산의 경쟁적 상호작용은 오메가-6 지방산 및 오메가-3 지방산의 에이코사노이드 전구체들의 상대적인 저장, 동원, 전환 및 작용에 영향을 미친다.

## 건강에 미치는 영향
일부 의학 연구에 따르면 특정 오메가-3 지방산과 비교하여 종자 기름에서 나오는 오메가-6 지방산의 과도한 수치는 여러 질병의 발생가능성을 증가시킬 수 있다고 한다. 그러나, 오메가-6 지방산의 함량이 높은 산패되지 않은 견과류의 섭취는 관상동맥질환(CHD), 암, 뇌졸중, 심근 경색과 같은 심혈관계 질환 및 조산아 사망률 저하와 같은 일부 질환에 대한 위험을 낮추는 것과 관련이 있다.
현대의 서구식 식단은 일반적으로 오메가-6 지방산 대 오메가-3 지방산의 비율이 10을 초과하며, 일부는 30까지 높다. 서구식 식단에서 오메가-6 지방산 대 오메가-3 지방산의 평균 비율은 15~16.7이다. 사람은 오메가-6 지방산 대 오메가-3 지방산을 1:1의 비율로 섭취하도록 진화해 온 것으로 생각되며, 최적의 비율은 4 : 1 이하인 것으로 생각되지만, 일부 출처에서는 x : 1에서 x가 1이하인 것으로 제안한다. 오메가-6 지방산 대 오메가-3 지방산의 비율이 2~3 : 1인 것은 류머티스 관절염 환자의 염증을 줄이는 데 도움이 되었다. 오메가-6 지방산 대 오메가-3 지방산이 5 : 1의 비율은 천식 환자에게 유익한 영향을 미쳤지만, 10 : 1의 비율은 부정적인 영향을 미쳤다. 직장암 환자의 경우 4 : 1에서 2.5 : 1로 오메가-6 지방산 비율이 감소하면 직장 세포의 이상 증식이 감소하는 효과를 보인다.
식물성 기름의 과도한 오메가-6 지방산은 부분적으로 동일한 속도 제한 효소와 경쟁하기 때문에 오메가-3 지방산의 건강상 이점을 방해한다. 식단에서 오메가-6 지방산 대 오메가-3 지방산의 높은 비율은 조직의 생리적 상태를 프로트롬보성, 전염증성, 전수축성 등 많은 질병의 병적 발생 쪽으로 이동시킨다.
오메가-6 에이코사노이드의 만성적인 과잉생산은 관절염, 염증 및 암과 관련이 있다. 이러한 상태를 치료하고 관리하는 데 사용되는 많은 의약품들은 사이클로옥시제네이스-2(COX-2)의 영향을 차단함으로써 효과를 발휘한다. 오메가-6 지방산인 아라키돈산으로부터 프로스타글란딘의 형성 및 작용의 많은 단계들은 오메가-3 지방산인 에이코사펜타엔산으로부터 오메가-3 호르몬의 형성 및 작용에서 상응하는 경쟁 단계보다 더욱 활발하게 진행된다. 염증과 통증을 치료하는 데 사용되는 사이클로옥시제네이스-1(COX-1) 및 사이클로옥시제네이스-2(COX-2) 효소 저해제 약물은 사이클로옥시제네이스(COX)가 아라키돈산을 염증성 화합물로 전환시키는 것을 방지함으로써 작용한다. 리폭시제네이스 저해제는 리폭시제네이스가 아라키돈산을 류코트라이엔으로 전환시키는 것을 방지함으로써 천식 치료를 위해 종종 사용된다. 조울증을 치료하기 위해 사용되는 많은 약물들은 뇌의 아라키돈산 캐스케이드를 표적으로 하여 작용한다.
대부분의 식물성 기름에서 발견되는 산화된 다불포화 지방산의 많은 섭취는 폐경 후 여성의 유방암 발병가능성을 높일 수 있다. 전립선암에서도 비슷한 효과가 관찰되었지만, 이 연구는 쥐에서 실시되었다. 또 다른 분석은 총 다불포화 지방산과 유방암 발병 위험 사이의 역연관성을 시사하지만, 개별 다불포화 지방산은 서로 다르게 작용한다. 리놀레산의 유도체는 유방암의 발병 위험과 반비례 관계에 있었다.

## 오메가-6 지방산의 섭취
오늘날 많은 사람들의 식단에서 주로 식물성 기름에서 나오는 오메가-6 지방산 대 오메가-3 지방산의 비율이 16 : 1로 관찰되었지만, 업계가 후원하는 연구는 1 : 1의 비율로 섭취해야 한다고 제안하고 있다. 오메가-6 지방산과 오메가-3 지방산은 동일한 효소들 중 일부에 의해 대사되는 필수 지방산이기 때문에 이런 불균형한 비율은 이들 불포화 지방산들이 어떻게 대사되는지에 영향을 줄 수 있다. 폰남팔람(Ponnampalam)이 수행한 연구에서 사료 공급 시스템은 소비자에게 판매되는 육류의 영양분 함량에 큰 영향을 미치는 것으로 나타났다. 신시아 도일(Cynthia Doyle)은 풀을 먹인 소와 곡물을 먹인 소의 고기의 지방산 함량을 알아내기 위한 실험을 수행했다. 그녀는 풀을 먹인 소의 고기가 영양학자들이 선호하는 오메가-6 지방산 대 오메가-3 지방산의 비율을 가지고 있다고 결론지었다. 오늘날 현대 농업에서 주된 초점은 생산량의 증가에 맞추고 있으며, 이는 곡물을 소에게 먹이는 것이 쇠고기 생산량 증가와 맞물려 있기 때문에, 곡물을 먹인 쇠고기에서 오메가-3 지방산의 함량은 감소하고 오메가-6 지방산의 함량은 증가하게 되었다. 곡물을 먹인 소는 풀을 먹인 소에 비해 빠르게 체중을 늘릴 수 있고, 보다 빨리 도축을 할 수 있다. 동물을 사육하는 이러한 현대적인 방식은 왜 오메가-6 지방산 대 오메가-3 지방산의 비율이 증가했는지에 대한 많은 지표들 중 하나일 수 있다.

## 오메가-6 지방산의 목록
| 일반명               | 지질 번호  | 화학명                                        |
| -------------------- | ---------- | --------------------------------------------- |
| 리놀레산             | 18:2 (n−6) | all-cis-9,12-octadecadienoic acid             |
| γ-리놀렌산           | 18:3 (n−6) | all-cis-6,9,12-octadecatrienoic acid          |
| 칼렌드산             | 18:3 (n−6) | 8E,10E,12Z-octadecatrienoic acid              |
| 에이코사다이엔산     | 20:2 (n−6) | all-cis-11,14-eicosadienoic acid              |
| 다이호모-γ-리놀렌산  | 20:3 (n−6) | all-cis-8,11,14-eicosatrienoic acid           |
| 아라키돈산           | 20:4 (n−6) | all-cis-5,8,11,14-eicosatetraenoic acid       |
| 도코사다이엔산       | 22:2 (n−6) | all-cis-13,16-docosadienoic acid              |
| 아드렌산             | 22:4 (n−6) | all-cis-7,10,13,16-docosatetraenoic acid      |
| 오스본드산           | 22:5 (n−6) | all-cis-4,7,10,13,16-docosapentaenoic acid    |
| 테트라코사테트라엔산 | 24:4 (n−6) | all-cis-9,12,15,18-tetracosatetraenoic acid   |
| 테트라코사펜타엔산   | 24:5 (n−6) | all-cis-6,9,12,15,18-tetracosapentaenoic acid |

사슬의 탄소 수가 증가함에 따라 지방산의 녹는점이 증가한다.

## 식이 리놀레산의 요구량
오메가-6 지방산 문제에 더 많은 논란을 더한 것은 토론토 대학교의 과학자 스티븐 커네인(Stephen Cunnane)이 제안한 중대한 방법론적 오류 때문에 리놀레산에 대한 식이 요건이 의문시 되었다는 것이다. 커네인이 리놀레산에 대한 식이 요건을 결정하기 위해 사용한 연구는 동물들에게 리놀레산이 부족한 먹이를 주는 것을 바탕으로 했는데, 이 먹이는 동시에 오메가-3 지방산도 부족했다. 실험에서 오메가-3 지방산의 결핍은 고려되지 않았다. 부족한 부분을 바로 잡기 위해 체계적으로 다시 첨가한 오메가-6 기름에는 오메가-3 지방산도 소량 함유되어 있었다. 따라서 연구자들은 오메가-3 지방산의 결핍도 무심코 바로 잡고 있었다. 궁극적으로 두 가지 결핍을 모두 바로 잡는데 더 많은 기름이 필요했다. 커네인에 따르면, 이러한 오류는 리놀레산의 요구량을 5~15배까지 과대 평가한다.

## 식이 공급원

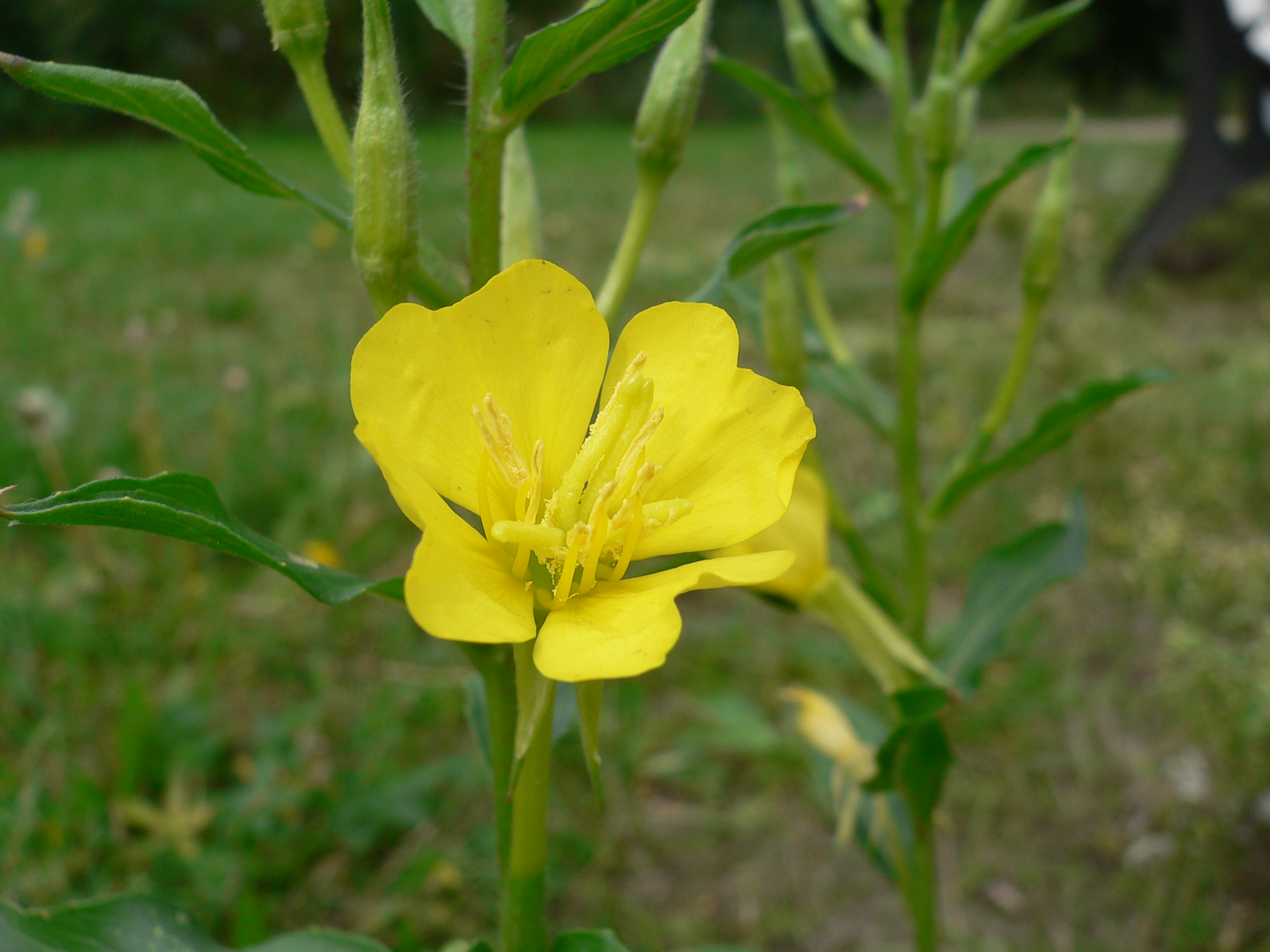
겹달맞이꽃(Oenothera biennis)은 오메가-6 지방산의 일종인 γ-리놀렌산의 함량이 높은 기름을 생성한다.

식물성 기름은 오메가-6 지방산인 리놀레산의 주요 공급원이다. 전세계적으로 아쟈 열매, 콩, 유채, 해바라기씨에서 매년 1억톤 이상의 식물성 기름이 추출되어 3,200만톤 이상의 리놀레산(오메가-6 지방산) 및 400만톤의 α-리놀렌산(오메가-3 지방산)이 생산된다.
오메가-6 지방산의 식이 공급원은 다음과 같다.
- 가금
- 알
- 견과류
- 참깨
- 곡물
- 듀럼밀
- 통곡물 빵
- 호박씨
- 대부분의 식물성 기름
  - 포도씨유
  - 달맞이꽃종자유
  - 보리지 오일
  - 블랙커런트씨유
  - 아마인유
  - 카놀라유
  - 삼씨기름
  - 콩기름
  - 면실유
  - 해바라기씨유
  - 옥수수기름
  - 홍화유
  - 팜유

## 같이 보기
- 필수 지방산 상호작용
- 영양소
- α-리놀렌산
- 오메가-3 지방산
- 오메가-7 지방산
- 오메가-9 지방산
- 밀배아유
- 지질 과산화
- 염증
- 가축 사육
- 음식의 지방산 비율

### 참고 문헌
- Tokar, Steve (2005년 9월 2일). “Omega-6 fatty acids cause prostate tumor cell growth in culture”. 《Medical News Today》 (MediLexicon International). 2008년 4월 11일에 원본 문서에서 보존된 문서. 2008년 3월 23일에 확인함.
- “Brain fatty acid levels linked to depression”. 《News-Medical.Net》 (AZoNetwork). 2005년 5월 25일. 2008년 3월 23일에 확인함.
- Tribole, E.F. (2006년 3월 27일). “Excess Omega-6 Fats Thwart Health Benefits from Omega-3 Fats”. 《British Medical Journal Rapid Responses to Hooper, et al., 2006》 332 (7544): 752. 2008년 3월 23일에 확인함.
- Erasmus, Udo (1993). 《Fats That Heal, Fats That Kill》 3판. Burnaby (BC): Alive Books. ISBN 978-0-920470-38-1.